# Kirche Schakuhnen
Die Kirche in Schakuhnen (russisch Кирха Шакунена, der Ort hieß zwischen 1938 und 1946 Schakendorf (Ostpr.)) handelte es sich um einen 1745 errichteten schlichten Feldsteinbau. Bis 1945 war sie Gotteshaus für die Bewohner im Kirchspiel des einst ostpreußischen und heute Lewobereschnoje genannten Ortes in der russischen Oblast Kaliningrad (Gebiet Königsberg (Preußen)).

## Geographische Lage
Das heutige Lewobereschnoje liegt nordöstlich der russischen Regionalstraße R 513 Sowetsk–Myssowka (Tilsit–Karkeln) und ist über eine Stichstraße, die acht Kilometer westlich von Jasnoje (Kaukehmen, 1938 bis 1946 Kuckerneese) abzweigt, zu erreichen. Eine Bahnanbindung besteht nicht mehr.

## Kirchengebäude
Ein erster Kirchenbau entstand in Schakuhnen im Jahre 1697. Er bestand zunächst nur aus einer hölzernen Kapelle. Im Jahre 1745 wurde die neue Kirche gebaut – als eine einfache Feldsteinkirche. Erst 1855/56 wurde ein Turm mit einer Höhe von 31 Metern angebaut.
Im Kircheninnern waren Altar und Kanzel in schlichter Ausführung miteinander verbunden. An den Seitenwänden hatte man Emporen installiert. Bemerkenswert war der sechseckige Taufstein mit Stuckreliefs, die Szenen aus dem Leben Jesu (1630/40) darstellten.
Im Jahre 1803 erhielt die Kirche eine Orgel. Das Geläut bestand aus zwei Glocken, die 1702 bzw. 1855 gegossen waren.
Noch im Jahre 1929 erhielt die Kirche eine grundlegende Renovierung.
Den Zweiten Weltkrieg überdauerte die Kirche, wurde jedoch 1952/53 vom sowjetischen Militär abgerissen, um Steine für den Straßenbau zu gewinnen.

## Kirchengemeinde
Eine Kirchengemeinde evangelischer Konfession wurde in Schakuhnen im Jahre 1675 gegründet. Noch bis 1711 gehörte sie als Filial-Gemeinde zur Kirche Ruß (der Ort heißt heute litauisch: Rusnė). Danach wurde sie selbständig mit eigener Pfarrstelle und – bis 1855 – mit der Filial-Kirche Karkeln (heute russisch: Myssowka). Ursprünglich gehörte Schakuhnen zur Inspektion Memel (heute litauisch: Klaipėda) und war zuletzt in den Kirchenkreis Niederung (Elchneiderung) in der Kirchenprovinz Ostpreußen der Kirche der Altpreußischen Union eingegliedert.
Im Jahre 1925 zählte das Kirchspiel Schakuhnen 3.200 Gemeindeglieder, die in 27 Orten und kleineren Ortschaften lebten.
Flucht und Vertreibung der einheimischen Bevölkerung im Zusammenhang des Zweiten Weltkrieges sowie die restriktive Religionspolitik der Sowjetunion brachten das kirchliche Leben im nun Lewobereschnoje genannten Ort zum Erliegen. 
Seit den 1990er Jahren liegt das Dorf im Einzugsbereich der neu entstandenen evangelisch-lutherischen Kirchengemeinde in Slawsk (die Stadt hieß bis 1945 Heinrichswalde) in der Propstei Kaliningrad (Königsberg) der Evangelisch-lutherischen Kirche Europäisches Russland.

### Kirchspielorte
Zum Kirchspiel Schakuhnen (ab 1938: Kirchspiel Schakendorf) gehörten bis 1945 neben dem Pfarrort noch 26 Orte, kleinere Ortschaften und Wohnplätze:
| Name                     | Änderungsname 1938 bis 1946 | Russischer Name |  | Name                              | Änderungsname 1938 bis 1946 | Russischer Name |
| ------------------------ | --------------------------- | --------------- |  | --------------------------------- | --------------------------- | --------------- |
| Abschrey                 |                             |                 |  | Nausseden                         | Kleindünen                  | Priwalowka      |
| *Ackmenischken           | Dünen                       | Djunnoje        |  | Perkuhnen                         |                             | Perekrjostnoje  |
| Baubeln                  | Sommershöfen                | Obojan          |  | *Rewellen                         |                             | Selenzowka      |
| Girgsden                 |                             | Lebedjanskoje   |  | Schillgallen                      | Hochdünen                   | Barchany        |
| Ibenhorst, Oberförsterei |                             | Pjatichatka     |  | Schneiderende                     |                             |                 |
| Jäkischken               |                             | Obwodnoje       |  | Schudereiten                      |                             |                 |
| Jodischken               | Jodingen                    | Orlowka         |  | *Spucken                          | Stucken                     | Jasnopoljanka   |
| Jodraggen                |                             |                 |  | Staldszen ab 1936: Staldschen     |                             | Dimitrowo       |
| Katrinigkeiten           | Schorningen                 |                 |  | Thewellen                         | Tewellen                    |                 |
| Kerschkallen, Försterei  |                             | Topolewo        |  | Tirkseln                          | Kleeburg                    |                 |
| Labben                   |                             | Nowosjolki      |  | Tumstallis                        |                             |                 |
| Lebbeden                 | Friedeberg (Ostpr.)         |                 |  | Valtinkratsch                     | Valtinhof                   | Tscherjomuchowo |
| Luttken                  |                             | Moskowskoje     |  | * Wieszeiten 1938–38: Wiescheiten | Kleinsommershöfen           | Moskowskoje     |

### Pfarrer (1711–1945)
In den Jahren der Eigenständigkeit der Kirchengemeinde Schakuhnen waren hier als evangelische Geistliche tätig:
| - Johann Klemm. 1711–1730 - Johann Friedrich Korte, 1731–1768 - Andreas Lux, 1769–1806 - Johann Wilhelm Erdmann, 1803–1823 - Friedrich August Prellwitz, 1824–1842 - Friedrich Ludwig Ferdinand Muellner, 1843–1851 - Johann Wilhelm Hassenstein, 1851–1889 | - Hermann Cölestin Georg Ebel, 1890–1901 - Heinrich Endrulat, 1901–1904 - Ernst Bleiweiß (Vikar), 1904 - Karl Gustav F. Wessolleck, 1905–1909 - Moritz Arthur Scheduikat, 1909–10911 - Christoph Lepenies, 1912–1931 - Erich Klinger, 1931–1933 - Kurt Mickeluhn, 1937–1945 |

### Kirchenbücher
Von den Kirchenbüchern der Kirche Schakuhnen haben sich als Verfilmungen erhalten und werden im Sächsischen Staatsarchiv in Leipzig aufbewahrt:
- Taufen: 1702 bis 1761, 1764 bis 1874
- Trauungen: 1687 bis 1763, 1766 bis 1874
- Begräbnisse: 1696 bis 1710, 1736 bis 1748, 1755 bis 1761 und 1766 bis 1874.